# ستيف مارش
ستيف مارش (27 يناير 1961 بوستمنستر في المملكة المتحدة - ) (بالإنجليزية: Steve Marsh)‏ هو لاعب كريكت بريطاني. لعب مع Kent County Cricket Club ‏.

## وصلات خارجية
- ستيف مارش على موقع إي آس بي آن كريك إنفو (الإنجليزية)